# Ramzy Al Duhamy
Ramzy Al Duhamy (Riad, 5 de enero de 1972) es un jinete saudita que compitió en la modalidad de salto ecuestre. Participó en cinco Juegos Olímpicos de Verano entre los años 1996 y 2012, obteniendo una medalla de bronce en Londres 2012 en la prueba por equipos.

## Palmarés internacional
| Juegos Olímpicos | Juegos Olímpicos      | Juegos Olímpicos  | Juegos Olímpicos |
| Año              | Lugar                 | Medalla           | Categoría        |
| ---------------- | --------------------- | ----------------- | ---------------- |
| 2012             | Londres (Reino Unido) | Medalla de bronce | Por equipos      |